# Zeilen op de Olympische Zomerspelen 2008 (kwalificatie)
Deze pagina beschrijft de kwalificatie voor het zeiltoernooi op de Olympische Zomerspelen 2008.

## Kwalificatie
Elk Nationaal Olympisch Comité kan in elk van 11 olympische zeilklassen één startplaats verdienen op de kwalificatietoernooien.

## Overzicht
| Land                         | Mannen | Mannen | Mannen | Mannen | Vrouwen | Vrouwen      | Vrouwen | Vrouwen | Open | Open | Open    | Totaal | Totaal  |
| Land                         | RS:X   | Laser  | 470    | Star   | RS:X    | Laser Radial | 470     | Yngling | 49er | Finn | Tornado | Boten  | Atleten |
| ---------------------------- | ------ | ------ | ------ | ------ | ------- | ------------ | ------- | ------- | ---- | ---- | ------- | ------ | ------- |
| Amerikaanse Maagdeneilanden  |        | X      |        |        |         |              |         |         |      |      |         | 1      | 1       |
| Argentinië                   | X      | X      | X      |        | X       | X            | X       |         |      |      | X       | 7      | 10      |
| Australië                    |        | X      | X      | X      | X       | X            | X       | X       | X    | X    | X       | 10     | 17      |
| Barbados                     |        | X      |        |        |         |              |         |         |      |      |         | 1      | 1       |
| België                       |        |        |        |        |         | X            |         |         |      |      | X       | 2      | 3       |
| Brazilië                     | X      | X      | X      | X      | X       |              | X       |         | X    | X    |         | 8      | 12      |
| Bulgarije                    |        |        |        |        | X       |              |         |         |      |      |         | 1      | 1       |
| Canada                       | X      | X      | X      |        | X       | X            |         | X       | X    | X    | X       | 9      | 14      |
| Chili                        |        | X      |        |        |         |              |         |         |      |      |         | 1      | 1       |
| China                        | X      | X      | X      | X      | X       | X            | X       | X       | X    | X    | X       | 11     | 18      |
| Chinees Taipei               | X      |        |        |        |         |              |         |         |      |      |         | 1      | 1       |
| Colombia                     | X      |        |        |        |         |              |         |         |      |      |         | 1      | 1       |
| Cyprus                       | X      | X      |        |        | X       |              |         |         |      | X    |         | 4      | 4       |
| Denemarken                   | X      | X      |        |        | X       |              |         |         | X    | X    |         | 5      | 6       |
| Dominicaanse Republiek       |        | X      |        |        |         |              |         |         |      |      |         | 1      | 1       |
| Duitsland                    |        |        |        | X      |         | X            | X       | X       | X    |      | X       | 6      | 12      |
| Estland                      | X      | X      |        |        |         |              |         |         |      |      |         | 2      | 2       |
| Finland                      |        | X      | X      |        | X       | X            |         | X       |      | X    |         | 6      | 9       |
| Frankrijk                    | X      | X      | X      | X      | X       | X            | X       | X       | X    | X    | X       | 11     | 18      |
| Griekenland                  | X      | X      | X      |        | X       | X            |         | X       |      | X    | X       | 8      | 12      |
| Groot-Brittannië             | X      | X      | X      | X      | X       | X            | X       | X       | X    | X    | X       | 11     | 18      |
| Guatemala                    |        | X      |        |        |         |              |         |         |      |      |         | 1      | 1       |
| Hongarije                    | X      | X      |        |        | X       |              |         |         |      |      |         | 3      | 3       |
| Hongkong                     | X      |        |        |        | X       |              |         |         |      |      |         | 2      | 2       |
| Ierland                      |        |        | X      | X      |         | X            |         |         |      | X    |         | 4      | 6       |
| India                        |        |        |        |        |         |              |         |         |      | X    |         | 1      | 1       |
| Indonesië                    | X      |        |        |        |         |              |         |         |      |      |         | 1      | 1       |
| Israël                       | X      |        | X      |        | X       | X            | X       |         |      |      |         | 5      | 7       |
| Italië                       | X      | X      | X      | X      | X       | X            | X       | X       | X    | X    | X       | 11     | 18      |
| Japan                        | X      | X      | X      |        | X       |              | X       |         | X    |      |         | 6      | 9       |
| Kroatië                      | X      | X      | X      | X      |         | X            |         |         | X    | X    |         | 7      | 10      |
| Litouwen                     |        |        |        |        |         | X            |         |         |      |      |         | 1      | 1       |
| Luxemburg                    |        | X      |        |        |         |              |         |         |      |      |         | 1      | 1       |
| Maleisië                     |        | X      |        |        |         |              |         |         |      |      |         | 1      | 1       |
| Mexico                       | X      |        |        |        | X       | X            |         |         |      |      |         | 3      | 3       |
| Nederland                    | X      | X      | X      |        |         |              | X       | X       |      | X    | X       | 7      | 12      |
| Nieuw-Zeeland                | X      | X      | X      | X      | X       | X            |         |         |      | X    |         | 7      | 9       |
| Noorwegen                    |        | X      |        |        | X       | X            |         | X       | X    | X    |         | 6      | 9       |
| Oekraïne                     | X      |        |        |        | X       |              |         |         | X    |      | X       | 4      | 6       |
| Oostenrijk                   |        | X      | X      | X      |         |              | X       |         | X    |      | X       | 6      | 11      |
| Paraguay                     |        |        |        |        |         | X            |         |         |      |      |         | 1      | 1       |
| Peru                         |        |        |        |        |         | X            |         |         |      |      |         | 1      | 1       |
| Polen                        | X      | X      | X      | X      | X       | X            |         |         | X    | X    |         | 8      | 11      |
| Portugal                     | X      | X      | X      | X      |         |              |         |         | X    |      |         | 5      | 8       |
| Rusland                      | X      | X      | X      |        | X       | X            |         | X       |      | X    |         | 7      | 10      |
| Seychellen                   |        | X      |        |        |         |              |         |         |      |      |         | 1      | 1       |
| Singapore                    |        | X      | X      |        |         | X            | X       |         |      |      |         | 4      | 6       |
| Slovenië                     |        | X      | X      |        |         |              | X       |         |      | X    |         | 4      | 6       |
| Slowakije                    | X      |        |        |        |         |              |         |         |      |      |         | 1      | 1       |
| Spanje                       | X      | X      | X      |        | X       | X            | X       | X       | X    | X    | X       | 10     | 16      |
| Thailand                     | X      |        |        |        | X       |              |         |         |      |      |         | 2      | 2       |
| Tsjechië                     |        | X      |        |        |         |              | X       |         |      | X    |         | 3      | 4       |
| Turkije                      | X      | X      | X      |        | X       |              |         |         |      | X    |         | 5      | 6       |
| Uruguay                      |        | X      |        |        |         |              |         |         |      |      |         | 1      | 1       |
| Venezuela                    | X      | X      |        |        |         |              |         |         |      | X    |         | 3      | 3       |
| Verenigde Arabische Emiraten |        | X      |        |        |         |              |         |         |      |      |         | 1      | 1       |
| Verenigde Staten             | X      | X      | X      | X      | X       | X            | X       | X       | X    | X    | X       | 11     | 18      |
| Wit-Rusland                  | X      |        | X      |        |         | X            |         |         |      |      |         | 3      | 4       |
| Zuid-Afrika                  |        |        |        |        |         |              |         | X       |      |      |         | 1      | 3       |
| Zuid-Korea                   | X      | X      | X      |        |         |              |         |         |      |      |         | 3      | 4       |
| Zweden                       |        | X      | X      | X      |         | X            | X       |         | X    | X    |         | 7      | 11      |
| Zwitserland                  | X      | X      | X      | X      |         | X            | X       |         |      |      |         | 6      | 9       |
| Totaal: 62 NOCs              | 35     | 43     | 29     | 16     | 27      | 28           | 19      | 15      | 19   | 26   | 15      | 272    | 400     |

## Kwalificatie tijdlijn
| Toernooi                              | Datum                    | Locatie   |
| ------------------------------------- | ------------------------ | --------- |
| ISAF Zeilwereldkampioenschap 2007     | 28 juni - 13 juli 2007   | Cascais   |
| 49er wereldkampioenschap 2008         | 2-9 januari 2008         | Sydney    |
| RS:X wereldkampioenschap 2008         | 10-20 januari 2008       | Auckland  |
| Finn Gold Cup 2008                    | 23-29 januari 2008       | Melbourne |
| 470 wereldkampioenschap 2008          | 24-30 januari 2008       | Melbourne |
| Laser wereldkampioenschap 2008        | 7-13 februari 2008       | Terrigal  |
| Yngling wereldkampioenschap 2008      | 10-15 februari 2008      | Miami     |
| Tornado wereldkampioenschap 2008      | 25 februari-1 maart 2008 | Auckland  |
| Laser Radial wereldkampioenschap 2008 | 15-20 maart 2008         | Auckland  |
| Star wereldkampioenschap 2008         | 11-17 april 2008         | Miami     |

## Mannen windsurfen - RS:X
| #  | land | kwalificatietoernooi | Plaats KT | Zeiler                 |
| -- | ---- | -------------------- | --------- | ---------------------- |
| 1  | CHN  | gastland             |           |                        |
| 2  | BRA  | WK 2007              | 1         | Ricardo Santos         |
| 3  | POL  | WK 2007              | 2         | Przemysław Miarczyński |
| 4  | GBR  | WK 2007              | 3         | Nick Dempsey           |
| 5  | POR  | WK 2007              | 4         | João Rodrigues         |
| 6  | ESP  | WK 2007              | 6         | Ivan Pastor            |
| 7  | FRA  | WK 2007              | 7         | Julien Bontemps        |
| 8  | ISR  | WK 2007              | 8         | Shahar Zubari          |
| 9  | GRE  | WK 2007              | 10        | Nikolaos Kaklamanakis  |
| 10 | ITA  | WK 2007              | 11        | Fabian Heidegger       |
| 11 | SUI  | WK 2007              | 13        | Richard Stauffacher    |
| 12 | NZL  | WK 2007              | 15        | Tom Ashley             |
| 13 | NED  | WK 2007              | 18        | Casper Bouman          |
| 14 | TUR  | WK 2007              | 19        | Ertugrul Icingir       |
| 15 | HUN  | WK 2007              | 24        | Aron Gadorfalvi        |
| 16 | CAN  | WK 2007              | 26        | Zachary Plavsic        |
| 17 | DEN  | WK 2007              | 29        | Jonas Kaeldso          |
| 18 | UKR  | WK 2007              | 32        | Maksym Obermko         |
| 19 | JPN  | WK 2007              | 33        | Makoto Tomizawa        |
| —  | GER  | WK 2007              | 35        | Toni Wilhelm           |
| 20 | MEX  | WK 2007              | 39        | David Mier Y Teran     |
| 21 | HKG  | WK 2007              | 43        | Ho Chi Ho              |
| 22 | CYP  | WK 2007              | 45        | Andreas Cariolou       |
| 23 | ARG  | WK 2007              | 47        | Mariano Reutemann      |
| 24 | USA  | WK 2007              | 50        | Benjamin Barger        |
| 25 | BLR  | WK 2007              | 55        | Mikalai Zhukavets      |
| —  | AUS  | WK 2008              | 48        | Steve Allen            |
| 26 | THA  | WK 2008              | 49        | Ek Boonsawad           |
| 27 | KOR  | WK 2008              | 50        | Kim Hyung Kwon         |
| 28 | RUS  | WK 2008              | 57        | Alexey Tokarev         |
| 29 | SVK  | WK 2008              | 63        | Patrik Pollak          |
| 30 | CRO  | WK 2008              | 68        | Luka Mratovic          |
| 31 | INA  | WK 2008              | 70        | Oka Sulaksana          |
| 32 | EST  | WK 2008              | 71        | Henri Kaar             |
| 33 | VEN  | WK 2008              | 77        | Carlos Flores          |
| 34 | COL* | WK 2008              | 87        | Santiago Grillo        |
| 35 | TPE* | WK 2008              | 95        | Chang Hao              |

## Mannen eenpersoonsjol - Laser
| #  | land | kwalificatietoernooi | Plaats KT | Zeiler              |
| -- | ---- | -------------------- | --------- | ------------------- |
| 1  | CHN  | gastland             |           |                     |
| 2  | AUS  | WK 2007              | 1         | Tom Slingsby        |
| 3  | NZL  | WK 2007              | 2         | Andrew Murdoch      |
| 4  | EST  | WK 2007              | 3         | Deniss Karpak       |
| 5  | CRO  | WK 2007              | 4         | Mate Arapov         |
| 6  | GBR  | WK 2007              | 5         | Paul Goodison       |
| 7  | SWE  | WK 2007              | 6         | Rasmus Myrgren      |
| 8  | CHI  | WK 2007              | 7         | Matias del Solar    |
| 9  | FRA  | WK 2007              | 8         | Thomas Le Breton    |
| 10 | POR  | WK 2007              | 10        | Gustavo Lima        |
| —  | GER  | WK 2007              | 14        | Malte Kamrath       |
| 11 | URU  | WK 2007              | 18        | Alejandro Foglia    |
| 12 | ESP  | WK 2007              | 19        | Javier Hernandez    |
| 13 | BRA  | WK 2007              | 20        | Bruno Fontes        |
| 14 | SLO  | WK 2007              | 22        | Vasilij Zbogar      |
| 15 | DEN  | WK 2007              | 23        | Anders Nyholm       |
| 16 | FIN  | WK 2007              | 24        | Roope Suomalainen   |
| 17 | ITA  | WK 2007              | 28        | Diego Romero        |
| 18 | USA  | WK 2007              | 29        | Andrew Campbell     |
| 19 | CAN  | WK 2007              | 32        | Michael Leigh       |
| 20 | NED  | WK 2007              | 35        | Roelof Bouwmeester  |
| 21 | GRE  | WK 2007              | 36        | Evangelos Cheimonas |
| 22 | ARG  | WK 2007              | 39        | Julio Alsogaray     |
| 23 | AUT  | WK 2007              | 41        | Andreas Geritzer    |
| 24 | POL  | WK 2007              | 45        | Karol Porozynski    |
| 25 | SEY  | WK 2007              | 49        | Allan Paul          |
| 26 | TUR  | WK 2007              | 51        | Kemal Muslubas      |
| 27 | CZE  | WK 2007              | 52        | Martin Trcka        |
| 28 | NOR  | WK 2007              | 55        | Kristian Ruth       |
| 29 | CYP  | WK 2007              | 62        | Pavlos Kontides     |
| 30 | KOR  | WK 2008              | 42        | Ha Jee-Min          |
| 31 | SUI  | WK 2008              | 59        | Max Bulley          |
| 32 | JPN  | WK 2008              | 64        | Iijima Yoichi       |
| 33 | MAS  | WK 2008              | 69        | Kevin Lim           |
| 34 | SIN  | WK 2008              | 77        | Koh Seng Leong      |
| 35 | VEN  | WK 2008              | 80        | Jose Ruiz           |
| 36 | DOM  | WK 2008              | 85        | Raul Aguayo         |
| 37 | RUS  | WK 2008              | 86        | Igor Lisovenko      |
| 38 | HUN  | WK 2008              | 87        | Zsomber Berecz      |
| 39 | GUA  | WK 2008              | 99        | Juan Maegli         |
| 40 | LUX* | WK 2008              | 104       | Marc Schmit         |
| 41 | ISV* | WK 2008              | 108       | Thomas Barrows      |
| 42 | BAR* | WK 2008              | 117       | William Douglas     |
| 43 | UAE* | WK 2008              | 152       | Adil Mohammed       |

## Mannen tweepersoonsjol - 470
| #  | land | kwalificatietoernooi | Plaats KT | Zeiler                                     |
| -- | ---- | -------------------- | --------- | ------------------------------------------ |
| 1  | CHN  | gastland             |           |                                            |
| 2  | GBR  | WK 2007              | 1         | Nick Rogers, Joe Glanfield                 |
| 3  | NED  | WK 2007              | 2         | Sven Coster, Kalle Coster                  |
| 4  | ISR  | WK 2007              | 3         | Gideon Kliger, Udi Gal                     |
| 5  | POR  | WK 2007              | 4         | Alvaro Marinho, Miguel Nunes               |
| 6  | AUS  | WK 2007              | 5         | Nathan Wilmot, Malcolm Page                |
| 7  | CRO  | WK 2007              | 6         | Šime Fantela, Igor Marinec                 |
| 8  | FRA  | WK 2007              | 7         | Benjamin Bonnaud, Romain Bonnaud           |
| 9  | ESP  | WK 2007              | 9         | Onan Barreiros, Aaaron Sarmiento           |
| 10 | USA  | WK 2007              | 10        | Stuart McNay, Graham Biehl                 |
| 11 | ARG  | WK 2007              | 12        | Javier Conte, Juan De La Fuente            |
| 12 | BLR  | WK 2007              | 14        | Sergei Desukevich, Pavel Logunov           |
| 13 | JPN  | WK 2007              | 15        | Kan Yamada, Kenichi Nakamura               |
| 14 | SWE  | WK 2007              | 18        | Johan Molund, Niels Flohr                  |
| —  | GER  | WK 2007              | 21        | Lukas Zellmer, Heiko Seelig                |
| 15 | SLO  | WK 2007              | 25        | Karlo Hmeljak, Mitja Nevecny               |
| 16 | GRE  | WK 2007              | 26        | Panagiotis Kampouridis, Gerasimos Orologas |
| 17 | ITA  | WK 2007              | 28        | Zandona Gabrio, Andrea Trani               |
| 18 | CAN  | WK 2007              | 29        | Stephane Locas, Oliver Bone                |
| 19 | KOR  | WK 2007              | 30        | Kim Chang-Ju, Kim Ji-Hoon                  |
| 20 | SIN  | WK 2007              | 31        | Roy Tay, Peiming Chung                     |
| 21 | IRL  | WK 2007              | 40        | Gerald Owens, Philip Lawton                |
| 22 | NZL  | WK 2008              | 11        | Carl Evans, Peter Burling                  |
| 23 | RUS  | WK 2008              | 17        | Mikhail Sheremetiev, Maxim Sheremetiev     |
| 24 | POL  | WK 2008              | 20        | Patryck Piasecki, Kacper Zieminski         |
| 25 | BRA  | WK 2008              | 29        | Fabio Pillar, Samuel Albrecht              |
| 26 | SUI  | WK 2008              | 39        | Tobias Etter, Felix Steiger                |
| 27 | AUT  | WK 2008              | 46        | Matthias Schmid, Florian Reichstaedter     |
| 28 | TUR  | WK 2008              | 55        | Deniz Cinar, Ates Cinar                    |
| 29 | FIN  | WK 2008              | 58        | Joonas Lindgren, Niko Helander             |

## Mannen kielboot - Star
| #  | land | kwalificatietoernooi | Plaats KT | Zeiler                               |
| -- | ---- | -------------------- | --------- | ------------------------------------ |
| 1  | CHN  | gastland             |           |                                      |
| 2  | BRA  | WK 2007              | 1         | Robert Scheidt, Bruno Prada          |
| 3  | FRA  | WK 2007              | 2         | Xavier Rohart, Pascal Rambeau        |
| 4  | GBR  | WK 2007              | 3         | Iain Percy, Andrew Simpson           |
| 5  | NZL  | WK 2007              | 4         | Hamish Pepper, Carl Williams         |
| 6  | ITA  | WK 2007              | 5         | Diego Negri, Luigi Viale             |
| 7  | POL  | WK 2007              | 6         | Mateusz Kusznierewicz, Dominik Zycki |
| 8  | GER  | WK 2007              | 7         | Marc Pickel, Ingo Borkowski          |
| 9  | SWE  | WK 2007              | 8         | Fredrik Lööf, Anders Ekström         |
| 10 | AUS  | WK 2007              | 9         | Iain Murray, Andrew Palfrey          |
| 11 | POR  | WK 2007              | 10        | Afonso Domingos, Bernardo Santos     |
| 12 | USA  | WK 2007              | 11        | Mark Reynolds, Hal Haenel            |
| 13 | SUI  | WK 2008              | 4         | Flavio Marazzi, Enrico De Maria      |
| 14 | CRO  | WK 2008              | 12        | Marin Lovrovic, Sinsa Mikulicic      |
| 15 | IRL  | WK 2008              | 14        | Max Treacy, Anthony Shanks           |
| 16 | AUT  | WK 2008              | 16        | Hans Spitzauer, Christian Nehammer   |

## Vrouwen windsurfen - RS:X
| #  | land | kwalificatietoernooi | Plaats KT | Zeiler                     |
| -- | ---- | -------------------- | --------- | -------------------------- |
| 1  | CHN  | gastland             |           |                            |
| 2  | POL  | WK 2007              | 1         | Zofia Klepacka             |
| 3  | NZL  | WK 2007              | 2         | Barbara Kendall            |
| 4  | AUS  | WK 2007              | 3         | Jessica Crisp              |
| 5  | ESP  | WK 2007              | 4         | Marina Alabau              |
| 6  | ITA  | WK 2007              | 5         | Alessandra Sensini         |
| 7  | UKR  | WK 2007              | 6         | Olha Maslivets             |
| 8  | FRA  | WK 2007              | 7         | Charline Picon             |
| —  | GER  | WK 2007              | 9         | Romy Kinzl                 |
| 9  | GBR  | WK 2007              | 12        | Bryony Shaw                |
| 10 | HKG  | WK 2007              | 18        | Chan Wai Man               |
| 11 | GRE  | WK 2007              | 21        | Athena Anton Frey          |
| 12 | NOR  | WK 2007              | 27        | Jannicke Staalstrom        |
| 13 | FIN  | WK 2007              | 32        | Tuuli Petaja               |
| 14 | ISR  | WK 2007              | 33        | Maayan Davidovich          |
| 15 | JPN  | WK 2007              | 34        | Yuki Sunaga                |
| 16 | BUL  | WK 2007              | 35        | Irina Konstantinova-Bontem |
| —  | BEL  | WK 2007              | 38        | Sigrid Rondelez            |
| 17 | CAN  | WK 2007              | 40        | Nikola Girke               |
| 18 | BRA  | WK 2007              | 43        | Patricia Freitas           |
| 19 | DEN  | WK 2007              | 45        | Bettina Honore             |
| 20 | THA  | WK 2008              | 39        | Napalai Tansai             |
| 21 | MEX  | WK 2008              | 50        | Demita Vega de Lille       |
| 22 | HUN  | WK 2008              | 53        | Diana Detre                |
| 23 | ARG  | WK 2008              | 58        | Florencia Gutierrez        |
| 24 | RUS  | WK 2008              | 59        | Tatiana Bazyuk             |
| 25 | USA  | WK 2008              | 60        | Nancy Rios                 |
| 26 | CYP  | WK 2008              | 61        | Gavriella Chadjidamianou   |
| 27 | TUR* | WK 2008              | 69        | Sedef Koktenturk           |

## Vrouwen eenpersoonsjol - Laser Radial
| #  | land | kwalificatietoernooi | Plaats KT | Zeiler                  |
| -- | ---- | -------------------- | --------- | ----------------------- |
| 1  | CHN  | gastland             |           |                         |
| 2  | BLR  | WK 2007              | 1         | Tatiana Drozdovskaya    |
| 3  | FIN  | WK 2007              | 2         | Sari Multala            |
| 4  | GER  | WK 2007              | 3         | Petra Niemann           |
| 5  | POL  | WK 2007              | 4         | Katarzyna Szotynska     |
| 6  | USA  | WK 2007              | 5         | Anna Tunnicliffe        |
| 7  | MEX  | WK 2007              | 6         | Tania Elias Calles Wolf |
| 8  | ISR  | WK 2007              | 7         | Nufar Edelman           |
| 9  | NZL  | WK 2007              | 8         | Jo Aleh                 |
| 10 | GBR  | WK 2007              | 10        | Charlotte Dobson        |
| 11 | FRA  | WK 2007              | 11        | Sophie de Turckheim     |
| 12 | AUS  | WK 2007              | 12        | Krystal Weir            |
| 13 | BEL  | WK 2007              | 13        | Evi Van Acker           |
| 14 | ITA  | WK 2007              | 14        | Larissa Nevierov        |
| 15 | CAN  | WK 2007              | 18        | Keamia Rasa             |
| —  | NED  | WK 2007              | 20        | Gea Jutjens             |
| 16 | LTU  | WK 2007              | 21        | Gintare Volungeviciute  |
| 17 | SUI  | WK 2007              | 24        | Nathalie Brugger        |
| 18 | NOR  | WK 2007              | 27        | Elin Maria Samdal       |
| 19 | ARG  | WK 2007              | 34        | Cecilia Carranza Saroli |
| 20 | SWE  | WK 2008              | 8         | Karin Soderstrom        |
| 21 | SIN  | WK 2008              | 19        | Elizabeth Yin           |
| 22 | ESP  | WK 2008              | 21        | Susana Romero Steensma  |
| 23 | GRE  | WK 2008              | 25        | Eftychia Mantzaraki     |
| 24 | CRO  | WK 2008              | 27        | Mateja Petronijevic     |
| 25 | IRL  | WK 2008              | 29        | Ciara Peelo             |
| 26 | RUS* | WK 2008              | 30        | Anastasia Chernova      |
| 27 | PAR* | WK 2008              | 39        | Florencia Cerutti       |
| 28 | PER* | WK 2008              | 58        | Paloma Schmidt          |

## Vrouwen tweepersoonsjol - 470
| #  | land | kwalificatietoernooi | Plaats KT | Zeiler                                  |
| -- | ---- | -------------------- | --------- | --------------------------------------- |
| 1  | CHN  | gastland             |           |                                         |
| 2  | NED  | WK 2007              | 1         | Marcelien de Koning, Lobke Berkhout     |
| 3  | FRA  | WK 2007              | 2         | Ingrid Petitjean, Nadege Douroux        |
| 4  | GBR  | WK 2007              | 3         | Christina Bassadone, Saskia Clark       |
| 5  | JPN  | WK 2007              | 4         | Ai Kondo, Naoko Kamata                  |
| 6  | SWE  | WK 2007              | 5         | Therese Torgersson, Vendela Zachreisson |
| 7  | ITA  | WK 2007              | 6         | Giulia Conti, Giovanna Micol            |
| 8  | BRA  | WK 2007              | 7         | Fernanda Oliveira, Isabel Swan          |
| 9  | ISR  | WK 2007              | 8         | Nike Kornecki, Vered Bouskila           |
| 10 | USA  | WK 2007              | 10        | Erin Maxwell, Isabelle Kinsolving       |
| 11 | SLO  | WK 2007              | 12        | Vesna Dekleva Paoli, Klara Maucec       |
| 12 | GER  | WK 2007              | 14        | Stefanie Rothweiler, Vivien Kussatz     |
| —  | NZL  | WK 2007              | 15        | Melinda Henshaw, Polly Powrie           |
| 13 | AUS  | WK 2007              | 18        | Elise Rechichi, Tessa Parkinson         |
| 14 | AUT  | WK 2008              | 6         | Sylvia Vogl, Carolina Flatscher         |
| 15 | ARG  | WK 2008              | 9         | Sesto Fernanda, Monsegur Consuela       |
| 16 | ESP  | WK 2008              | 14        | Natalia Via-Dufresne, Laia Tutzo        |
| 17 | SUI  | WK 2008              | 21        | Emmanuelle Rol, Anne-Sophie Thilo       |
| 18 | CZE  | WK 2008              | 22        | Lenka Smidova, Lenka Mrzilkova          |
| 19 | SIN* | WK 2008              | 39        | Toh Liying, Deborah Ong Hui Min         |

## Vrouwen kielboot - Yngling
| #  | land | kwalificatietoernooi | Plaats KT | Zeiler                                                       |
| -- | ---- | -------------------- | --------- | ------------------------------------------------------------ |
| 1  | CHN  | gastland             |           |                                                              |
| 2  | GBR  | WK 2007              | 1         | Sarah Ayton, Sarah Webb, Pippa Wilson                        |
| 3  | USA  | WK 2007              | 2         | Sally Barkow, Carrie Howe, Deborah Capozzi                   |
| 4  | NED  | WK 2007              | 4         | Mandy Mulder, Annemieke Bes, Flortje Hendriksen              |
| 5  | RUS  | WK 2007              | 5         | Ekaterina Skudina, Diana Krutskikh, Natalia Ivanova          |
| —  | NZL  | WK 2007              | 6         | Sharon Ferris, Raynor Smeal, Shandy Buckley                  |
| 6  | ESP  | WK 2007              | 7         | Monica Azon, Sandra Azon, Graciela Pisonero                  |
| 7  | GER  | WK 2007              | 8         | Ulrike Schuemann, Julia Bleck, Ute Höpfner                   |
| 8  | AUS  | WK 2007              | 10        | Nicky Bethwaite, Karyn Gojnich, Angela Farrell               |
| 9  | FIN  | WK 2007              | 11        | Silja Lehtinen, Maria Klemetz, Livia Varesmaa                |
| 10 | RSA  | WK 2007              | 12        | Dominique Provoyeur, Kim Rew, Penny Lynn                     |
| 11 | FRA  | WK 2008              | 6         | Anne-Claire Le Berre, Marion Deplanque, Alice Ponsar         |
| 12 | NOR  | WK 2008              | 10        | Siren Sundby, Lise Fredriksen, Alexandra Koefoed             |
| 13 | GRE  | WK 2008              | 14        | Sofia Bekatorou, Sofia Papadopoulou, Christina Charamountani |
| 14 | ITA  | WK 2008              | 19        | Chiara Calligaris, Francesca Scognamillo, Giulia Pignolo     |
| 15 | CAN* | WK 2008              | 23        | Jennifer Provan, Martha Henderson, Katie Abbott              |

## Open skiff - 49er
| #  | land | kwalificatietoernooi | Plaats KT | Zeiler                                           |
| -- | ---- | -------------------- | --------- | ------------------------------------------------ |
| 1  | CHN  | gastland             |           |                                                  |
| 2  | GBR  | WK 2007              | 1         | Stevie Morrison, Ben Rhodes                      |
| 3  | AUT  | WK 2007              | 2         | Nico Luca Ma Della Karth, Nicholas Leopold Resch |
| 4  | AUS  | WK 2007              | 3         | Nathan Outeridge, Ben Austin                     |
| 5  | ITA  | WK 2007              | 4         | Piero Sibello, Gianfranco Sibello                |
| 6  | USA  | WK 2007              | 5         | Morgan Larson, Pete Spaulding                    |
| 7  | ESP  | WK 2007              | 6         | Federico Alonso, Arturo Alonso                   |
| 8  | FRA  | WK 2007              | 7         | Morgan Lagraviere, Stephane Christidis           |
| 9  | DEN  | WK 2007              | 8         | Jonas Warre, Martin Kirketep                     |
| 10 | GER  | WK 2007              | 11        | Jan Peter Peckolt, Hannes Peckolt                |
| 11 | UKR  | WK 2007              | 14        | Rodion Luka, Georghy Leonchuk                    |
| 12 | POL  | WK 2007              | 17        | Marcin Czajkowski, Krzysztof Kierkowski          |
| 13 | POR  | WK 2007              | 18        | Jorge Lima, Francisco Andrade                    |
| 14 | CAN  | WK 2007              | 19        | Gordon Cook, Ben Remoker                         |
| 15 | BRA  | WK 2008              | 11        | André Fonseca, Rodrigo Duarte                    |
| 16 | NOR  | WK 2008              | 17        | Christopher Gundersen, Frode Bovim               |
| 17 | SWE  | WK 2008              | 25        | Jonas Lindberg, Kalle Torlén                     |
| 18 | JPN  | WK 2008              | 27        | Akira Ishibashi, Yukio Makino                    |
| 19 | CRO  | WK 2008              | 29        | Pavle Kostov, Petar Cupac                        |

## Open zwaargewichtjol - Finn
| #  | land | kwalificatietoernooi | Plaats KT | Zeiler                 |
| -- | ---- | -------------------- | --------- | ---------------------- |
| 1  | CHN  | gastland             |           |                        |
| 2  | ESP  | WK 2007              | 1         | Rafael Trujillo        |
| 3  | NED  | WK 2007              | 2         | Pieter-Jan Postma      |
| 4  | SLO  | WK 2007              | 3         | Gasper Vincec          |
| 5  | DEN  | WK 2007              | 4         | Jonas Hogh-Christensen |
| 6  | GRE  | WK 2007              | 5         | Aimilios Papathanasiou |
| 7  | GBR  | WK 2007              | 6         | Ed Wright              |
| 8  | CAN  | WK 2007              | 7         | Chris Cook             |
| 9  | SWE  | WK 2007              | 8         | Daniel Birgmark        |
| 10 | CRO  | WK 2007              | 9         | Marin Misura           |
| 11 | AUS  | WK 2007              | 10        | Anthony Nossiter       |
| 12 | FIN  | WK 2007              | 12        | Tapio Nirkko           |
| 13 | FRA  | WK 2007              | 13        | Ismael Bruno           |
| 14 | NZL  | WK 2007              | 16        | Dan Slater             |
| 15 | POL  | WK 2007              | 17        | Waclaw Szukiel         |
| 16 | USA  | WK 2007              | 19        | Zachary Railey         |
| 17 | CZE  | WK 2007              | 20        | Michael Maier          |
| 18 | BRA  | WK 2007              | 23        | João Signori           |
| 19 | IRL  | WK 2007              | 25        | Tim Goodbody           |
| 20 | NOR  | WK 2007              | 26        | Peer Mosberg           |
| 21 | ITA  | WK 2008              | 19        | Giorgio Poggi          |
| 22 | RUS  | WK 2008              | 25        | Eduard Skornyakov      |
| 23 | CYP  | WK 2008              | 29        | Haris Papadopoulos     |
| —  | AUT  | WK 2008              | 32        | Florian Raudaschl      |
| —  | GER  | WK 2008              | 33        | Matthias Bohn          |
| 24 | TUR  | WK 2008              | 39        | Ali Kemal Tufekci      |
| 25 | IND* | WK 2008              | 52        | Nitin Mongia           |
| 26 | VEN* | WK 2008              | 53        | Johnny Bilbao          |

## Open multihull - Tornado
| #  | land | kwalificatietoernooi | Plaats KT | Zeiler                                      |
| -- | ---- | -------------------- | --------- | ------------------------------------------- |
| 1  | CHN  | gastland             |           |                                             |
| 2  | ESP  | WK 2007              | 1         | Fernando Echavarri, Anton Paz               |
| 3  | BEL  | WK 2007              | 2         | Carolijn Brouwer, Sébastien Godefroid       |
| 4  | NED  | WK 2007              | 3         | Mitch Booth, Pim Nieuwenhuis                |
| 5  | AUS  | WK 2007              | 4         | Darren Bundock, Glenn Ashby                 |
| 6  | GBR  | WK 2007              | 5         | Leigh McMillan, WIll Howden                 |
| 7  | FRA  | WK 2007              | 6         | Vavier Revil, Christophe Espagnon           |
| 8  | GRE  | WK 2007              | 7         | Iordanis Paschalidis, Konstantinos Trigonis |
| 9  | USA  | WK 2007              | 10        | John Lovell, Charlie Ogletree               |
| 10 | ITA  | WK 2007              | 11        | Francesco Marcolini, Edoardo Bianchi        |
| 11 | GER  | WK 2007              | 13        | Johannes Polgar, Florian Spalteholz         |
| 12 | ARG  | WK 2007              | 14        | Santiago Raú Lange, Carlos Espínola         |
| 13 | CAN  | WK 2008              | 2         | Oskar Johansson, Kevin Stittle              |
| 14 | AUT  | WK 2008              | 11        | Roman Hagara, Hans Peter Steinacher         |
| —  | NZL  | WK 2008              | 12        | Aaron McIntosh, Mark Kennedy                |
| 15 | UKR  | WK 2008              | 16        | Pavlo Kalynchev, Andrey Shaufranyuk         |

* team uitgenodigd door Olympische tripartitecommissie of ongebruikte quotumplaats.
Atletiek · 
Badminton · 
Basketbal · 
Boksen · 
Boogschieten · 
Gewichtheffen ·
Gymnastiek · 
Handbal · 
Hockey · 
Honkbal · 
Judo · 
Kanovaren · 
Moderne vijfkamp · 
Paardensport · 
Roeien ·
Schermen · 
Schietsport ·
Schoonspringen ·
Softbal ·
Synchroonzwemmen ·
Taekwondo ·
Tafeltennis ·
Tennis ·
Triatlon ·
Voetbal · 
Volleybal ·
Waterpolo ·
Wielersport · 
Worstelen ·
Zeilen ·
Zwemmen